# Tiempo del Sueño

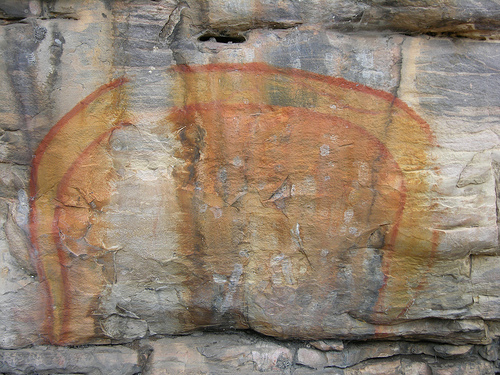
La mítica pitón arcoíris dibujada por los aborígenes en una roca. Se le ha identificado con la pitón alfombra Morelia spilota o con la extinta Wonambi naracoortensis.

En la mitología aborigen australiana, El Sueño o Altjeringa (también llamado Época de Ensueño) es un 'érase una vez' sagrado; un tiempo más allá del tiempo en el cual los Seres Totémicos Espirituales ancestrales formaron La Creación.
Fred Alan Wolf empieza el capítulo nueve de The Dreaming Universe (1994) titulado The Dreamtime con una cita de The Last Wave, un filme de Peter Weir:

Los aborígenes creen en dos formas del tiempo; dos corrientes paralelas de actividad. Una es la actividad diaria objetiva, la otra es un ciclo infinito espiritual llamado el "tiempo de sueño", más real que la realidad misma. Lo que sea que pase en el tiempo de sueño establece los valores, símbolos y las leyes de la sociedad aborigen. Se creía que algunas gentes de poderes espirituales inusuales tenían contacto con el tiempo de sueño.

## Tiempo de Sueño y El Soñar
"El soñar" es también usado a menudo para referirse al conjunto de creencias o espiritualidad de un individuo o de un grupo. Por ejemplo, un indígena australiano podría decir que ellos tienen "Soñar de canguro", o "Soñar de tiburón", o "Soñar de hormiga de miel", o cualquier combinación de soñar pertinente a su "país". Sin embargo, muchos indígenas australianos también se refieren al tiempo de creación como "El soñar". El tiempo de sueño expone los patrones de vida para la gente aborigen. "El soñar" fue el tiempo de creación.
Los cuentos de sueño varían a través de Australia, y hay diferentes versiones sobre el mismo tema. Por ejemplo, el cuento de cómo las aves obtuvieron sus colores es diferente en Nueva Gales del Sur y en Australia Occidental[cita requerida]. Los cuentos cubren muchos temas y tópicos, ya que hay cuentos o historias acerca de la creación o de lugares sagrados, tierra, gente, animales y plantas, leyes y costumbres. Es una red compleja de conocimiento, fe y prácticas que derivan de historias de creación, y que permean e informan todos los aspectos físicos y espirituales de la vida de un aborigen australiano.
Ellos creen que cada persona existe de una manera esencial eternamente en el Soñar. Esta parte eterna existió antes de que la vida del individuo comience, y continúa existiendo cuando la vida del individuo termina. Tanto antes como después de la vida se considera que estos espíritus infantiles existen en el Soñar y solo es iniciado a la vida al ser nacido a través de una madre. El espíritu del infante se entiende culturalmente que entra al feto en desarrollo durante el quinto mes de embarazo, cuando la madre siente que el niño se mueve por primera vez en su vientre. Se considera que era obra del espíritu de la tierra en la que la madre se encontraba en ese momento. Tras el nacimiento, el niño es considerado ser un guardián especial de esa parte del país y dice de las historias y líneas de canción de ese lugar. Como indica Wolf (1994: p.14): "Un "tipo" ("fella" en inglés) negro puede considerar su tótem o el sitio de donde vino su espíritu como su Soñar. Él también puede considerar su ley tribal como su Soñar".
Una de las creencias era que antes de que las plantas, animales y humanos fuesen creados, estos eran almas que sabían que adquirirían cualidades físicas, pero desconocían cuándo. Posteriormente, sabrían cuando el tiempo fuera propicio y dirían uno por uno "nosotros haremos lo mejor posible para tratar de ayudar a aquel que cuida de todos nosotros" y se convirtieron en animales y en las plantas. Tras ellos, la última alma se convirtió en la humana. Esta es la razón por la que los aborígenes respetan el medio ambiente y quieren estar con la Naturaleza, ya que la consideran su amiga.
Los pueblos indígenas australianos tradicionales acogen todos los fenómenos y vida como parte de un vasto y complejo sistema reticular de interrelaciones cuyas huellas se pueden seguir hacia el pasado hasta los seres espirituales ancestrales totémicos de El Soñar. Esta estructura de relaciones, que incluyen alimentos tabúes, fue importante para el mantenimiento de la biodiversidad del medio ambiente indígena y puede haber contribuido a la prevención de la sobreexplotación cinegética de especies en particular.[cita requerida]

## El soñar, ley tribal y líneas de canciones
“Cuando un muchacho de la tribu murngin va a ser circuncidado, sus padres y los viejos le dicen: ‘El Gran Padre Serpiente huele tu prepucio y lo pide.’ Los muchachos creen que esto es literalmente cierto, y se aterrorizan en extremo. Usualmente se refugian en su madre, en la madre de su madre o en algún otro pariente femenino favorito, porque saben que los hombres están organizados para llevarlo al terreno de los hombres, donde la gran serpiente brama. Las mujeres se lamentan en alta voz junto a los muchachos durante la ceremonia; esto es para que la gran serpiente no se los trague.
Géza Roheim, The Ethernal Ones of the Dream. (1945)

Se creía que la creación era el trabajo de héroes culturales que en la época creativa viajaron a través de una tierra informe, creando los sitios sagrados de los aborígenes y lugares significativos de interés en sus viajes. De esta manera, las líneas de canciones fueron creadas y algunas de las cuales podrían viajar a lo largo y ancho de Australia, a través de tantos como seis a diez grupos lingüísticos diferentes. Las canciones y danzas de una particular letra de canción fueron mantenidas vivas y actuadas en grandes reuniones organizadas en las estaciones con mejor clima. 
En la visión del mundo del aborigen australiano, cada evento deja un registro en la tierra. Todo en el mundo natural es un resultado de los seres arquetípicos, seres cuyas acciones originaron el mundo. Mientras que los europeos consideran estos ancestros culturales como mágicos mucha gente aborigen aún creen en su existencia literal. El significado de parajes particulares y de criaturas está ligado a su origen en El Soñar. Ciertos lugares tienen un potencial particular que los aborígenes llaman su "soñar". En este soñar reside la sacralidad de la tierra. Por ejemplo, en Perth los noongar creen que la escarpa conocida como Montes Darling son una representación del cuerpo de un "Wagyl", un ser serpiente que vagó sobre la tierra originando ríos, arroyos y lagos. Se piensa que la Wagyl creó el río Swan (río Cisne), en la Planicie Costera Swan.
En una versión, Altjira fue el dios del Tiempo de Soñar; creó la tierra y después se retiró mientras el Tiempo de Soñar se desvanecía. Nombres alternativos para Altjira en diversas lenguas australianas incluyen Alchera, Alcheringa, Mura-mura y Tjukurpa.
El Soñar y los senderos de los Seres Espirituales son las líneas de canciones (o "Yiri" en el idioma warlpiri). Las señales de los Seres Espirituales pueden ser de esencia espiritual, restos físicos tales como los petrosomatoglíficos de impresiones corporales o de huellas de pie, entre los simulacros naturales y elementales. Para citar un ejemplo, el pueblo Yarralín del valle del río Victoria veneran el espíritu Walujapi como el Espíritu del Soñar de la Pitón de cabeza negra. Walujapi esculpió un sendero con forma de serpiente a lo largo de una de las caras del acantilado y dejó una impresión de su trasero cuando ella se sentó para acampar.

## Tiempo del Sueño en las artes creativas

### Literatura
- La épica de ciencia ficción de  Tad Williams en cuatro volúmenes Otherland  habla sobre el Tiempo del Sueño y otros mitos aborígenes australianos.

- En el juego de rol Hombre Lobo: El Apocalipsis de  White Wolf se denomina El Tiempo del Sueño al mundo espiritual de Australia.

- La trilogía de ciencia ficción de Spider Robinson "Stardance" se relaciona con esto en el segundo volumen.

- La novela SIVAINVI de Philip K. Dick menciona el Tiempo del Sueño.

### Cine
- Dónde sueñan las verdes hormigas, 1984, de Werner Herzog. Narra la historia de unos aborígenes australianos que quieren impedir que se excaven minas de Uranio en un lugar sagrado para ellos, porque es donde "sueñan las verdes hormigas con tiempos pasados".

### Televisión
- En la serie de televisión norteamericana Gargoyles hay un capítulo (precisamente situado en Australia) en el que, con ayuda de un chamán australiano, Goliat y Dingo viajan al tiempo de los sueños para "hablar" con una entidad virtual para convencerla de que no destruya el "mundo real".

### Videojuegos
- En el videojuego Dreamfall de 2006, Dreamtime, el ensueño o el tiempo del sueño, es referenciado como un espacio no-físico comprendido entre dos mundos.
- Una de las canciones del videojuego Pantera Rosa: Misión Peligrosa abarca el tema.
- En Sly Cooper 3: el protagonista recluta a un viejo Chamán que tiene la habilidad del Tiempo de los Sueños.